# Lycée français Fustel-de-Coulanges (Yaoundé)
Pour les articles homonymes, voir Lycée Fustel-de-Coulanges.
Le lycée Fustel-de-Coulanges de Yaoundé, portant le nom de l'historien Fustel de Coulanges (1830-1889), est un établissement scolaire français à l'étranger camerounais qui réunit les quatre cycles d'enseignement : pré-élémentaire, élémentaire, collège et lycée (filière S/ L/ ES et STMG).
Il accueille plus de 800 élèves et respecte les périodes de vacances, les horaires et enseignements fixés en France par l'Éducation nationale. L'établissement est conventionné par l'AEFE. La scolarité y est payante.
Les collège et lycée (6e à terminale) sont situés derrière l'Hôtel de Ville et le bâtiment pour l'enseignement primaire (maternelle à CM2), surnommé le Petit Fustel, est situé près de l'ambassade de France.

## Initiatives pédagogiques
Les 18 et 19 février 2019, 20 élèves des classes de première L et ES du Lycée français Fustel-de-Coulanges se sont rendus dans le village de Tayap dans le cadre d'un projet pédagogique lettres histoire et géographie afin d'appréhender le mode de vie du village, la culture Bassa, les activités agricoles et post-agricoles, l'histoire de l'indépendance en lien avec la littérature du Cameroun.
Du 12 au 19 avril 2019, les élèves de troisièmes avec l'option section européenne du Lycée Fustel de Coulanges ont effectué le premier voyage scolaire à Kigali, au Rwanda. 
Le 29 janvier 2022, il s'est tenu le forum des métiers avec plus de 200 élèves repartis dans 13 salles représentant chacune une profession. 